# (Every Time I Turn Around) Back in Love Again
(Every Time I Turn Around) Back in Love Again is een single, geschreven door Len Ron Hanks and Zane Grey voor de R&B/funkband L.T.D. Het nummer verscheen op het album Something to Love en verbleef twee weken op de toppositie van de Amerikaanse Hot R&B/Hip-Hop Songs in de herfst van 1977. Op de Billboard Hot 100 behaalde het nummer de vierde positie. De single behaalde tevens de negentiende positie op de discohitlijst.

## NPO Radio 2 Top 2000
(Every Time I Turn Around) Back in Love Again stond alleen in 2000 in de NPO Radio 2 Top 2000, op plek 1653.